# Höheres Kommando z.b.V. XXXVII
Het Duitse Höheres Kommando z.b.V. XXXVII  (Nederlands: Hoger Korps Commando voor speciale inzet 37) was een soort Duits legerkorps van de Wehrmacht tijdens de Tweede Wereldoorlog. Het H.Kdo. was in actie aan het Westfront in 1940 en kustverdediging Nederland, België en Noord-Frankrijk. 

## Krijgsgeschiedenis

### Oprichting
Het Höheres Kommando z.b.V. XXXVII werd opgericht op 23 oktober 1939 uit Grenzschutz-Abschnittkommando 30 in Krems in Wehrkreis XVII.

### Inzet
Eind 1939 werd het H.Kdo. naar het Westfront getransporteerd, naar Gleisweiler, en kreeg een grensgebied toegewezen tegenover de Maginotlinie. Daar bleef het H.Kdo. tot juli 1940. Geen grote gevechten vonden plaats in dit tijdvak. Op 8 juni 1940 beschikte het H.Kdo. over de 215e, 246e, 257e en 262e Infanteriedivisies. Begin juli 1940 werd het H.Kdo. naar Nederland verplaatst. Vanaf juli 1940 fungeerde de staf van het H.Kdo. ook tegelijk als “Befehlshaber der Truppen in Holland” en vanaf oktober 1940 tot februari 1941 ook als “Befehlshaber der Truppen in den Niederlanden”. Daarna verschoof het H.Kdo. naar België, met stafkwartier in Ieper en verdedigde de kustlijn tussen de Schelde-monding en Koksijde. Het H.Kdo. beschikte op 30 maart 1941 over de 17e, 24e en 35e Infanteriedivisies. Op 10 april 1941 nam het H.Kdo. nog een stuk kust over, waardoor de zuidflank nu gevormd werd door Wimereux (gemeente). Het H.Kdo. was nu ook verantwoordelijk voor het belangrijke stuk kust van Pas-de-Calais. Dit bleef zo gedurende het volgende jaar. Wel werd het stafkwartier op 9 mei 1941 verplaatst naar Lille. Onder bevel stonden op 3 september 1941 de 208e, 227e, 304e, 306e, 320e, 321e en 340e Infanteriedivisies en op 2 januari 1942 waren dit de 71e, 304e, 306e, 321e en 340e Infanteriedivisies.
Vanwege de troepen-behoeften van het Oostfront was er een voortdurende wisseling van divisies. Vol-getrainde divisies werden naar het oosten gestuurd en vervangen door nieuw opgerichte divisies of zelfs door volledig versleten divisies vanaf het Oostfront. Dit maakte een stabiele kustverdediging zeer lastig.
Het Höheres Kommando z.b.V. XXXVII werd op 25 mei 1942 omgedoopt naar 82e Legerkorps.

## Bovenliggende bevelslagen
| Leger              | Legergroep     | Plaats/regio               | Begin         | Eind          |
| ------------------ | -------------- | -------------------------- | ------------- | ------------- |
| 16. Armee          | Heeresgruppe A | Trier                      | December 1939 |               |
| 1. Armee           | Heeresgruppe C | Saarpfalz                  | maart 1940    | 2 juli 1940   |
|                    |                | Nederland, Staf in Utrecht | 4 juli 1940   |               |
| Direct onder bevel | A              | Nederland                  |               | 15 maart 1941 |
| 16. Armee          | A              | België                     | 16 maart 1941 | 14 april 1941 |
| 15. Armee          | Heeresgruppe D | België                     | 14 april 1941 | 25 mei 1942   |

## Commandanten
| Rang                   | Naam                   | Begin           | Eind         |
| ---------------------- | ---------------------- | --------------- | ------------ |
| General der Infanterie | Erich Raschick         | 23 oktober 1939 | 1 maart 1940 |
| Generalleutnant        | Alfred Böhm-Tettelbach | 1 maart 1940    | 25 mei 1942  |